# Sunaristes inaequalis
Sunaristes inaequalis is een eenoogkreeftjessoort uit de familie van de Canuellidae. De wetenschappelijke naam van de soort is voor het eerst geldig gepubliceerd in 1969 door Humes & Ho.